# Честоти на пиано клавиатура
Това е списък на основните честоти в херца на клавишите на модерно 88-клавишно пиано или 108-клавишно разширено пиано с 12 тона за октава, с 49-ти тон, долно до от първа октава (наречен A4), настроен на 440 Hz (наричан още A440).

## Закономерности
Тъй като всяка октава е съставена от дванадесет равни стъпки и тъй като скок от една октава удвоява честотата (например долно до на първа октава е 440 Hz, а долно до на втора октава е 880 Hz), всяка следваща височина се извлича чрез умножение (възходящо) или разделяне (надолу) честотата на предишната височина от корен дванадесети от две (приблизително 1,059463).
За да се получи честотата с полутон нагоре от A4 (A♯4), се умножава 440 по корен дванадесети от две. За да преминете от A4 към B4 (нагоре с цял тон или два полутона), се умножава 440 два пъти по корен дванадесети от две (или само веднъж по корен шести от две, което е приблизително 1,122462). За да преминете от A4 към C5 (нагоре с три полутона), се умножава 440 три пъти по корен дванадесети от две (или само по корен четвърти от две, което е приблизително 1,189207). И т.н.
Тъй като най-често срещаният клавишен инструмент е пианото, клавиатурната подредба често се нарича „пиано клавиатура“.
Следното уравнение дава честотата f на n-тия ключ, както е показано в таблицата:
{\displaystyle f(n)=\left({\sqrt[{12}]{2}}\,\right)^{n-49}\times 440\,{\text{Hz}}\,}